# Nosopsyllus maurus
Nosopsyllus maurus är en loppart som först beskrevs av Jordan et Rothschild 1912.  Nosopsyllus maurus ingår i släktet Nosopsyllus och familjen fågelloppor.

## Underarter
Arten delas in i följande underarter:
- N. m. maurus
- N. m. angustus